# ASブレーキシステムズ
ASブレーキシステムズ株式会社（エーエスブレーキシステムズ、英: AS Brake Systems, Inc.）は、日本の自動車用ブレーキメーカー。アイシングループの一社でアドヴィックスの生産子会社である。

## 概要
住友電気工業からアイシン精機（現:アイシン）に事業譲渡された住友電工ブレーキシステムズの業務を、アイシン精機への生産移管が完了するまでの暫定法人として設立された。
2010年には、アイシン精機の保有していた株式が、アイシン精機および住友電工のブレーキ事業を継承したアドヴィックスに譲渡された。

## 生産拠点
- 兵庫県伊丹市：ディスクブレーキ
- 栃木県鹿沼市：ブレーキパッド
- タイ：ブレーキパッド

### 過去の生産拠点
- 三重県津市：ディスクブレーキ、ABS